# Mecynargus paetulus
Mecynargus paetulus là một loài nhện trong họ Linyphiidae.
Loài này thuộc chi Mecynargus. Mecynargus paetulus được Octavius Pickard-Cambridge miêu tả năm 1875.